# Snölöpare
Snölöpare (Nebria nivalis) är en skalbaggsart som beskrevs av Gustaf von Paykull. Snölöpare ingår i släktet Nebria och familjen jordlöpare. Enligt den finländska rödlistan är arten nära hotad i Finland. Arten är reproducerande i Sverige. Artens livsmiljö är våtmarker i fjällen (myrar, stränder, snölegor). Inga underarter finns listade i Catalogue of Life.

## Bildgalleri

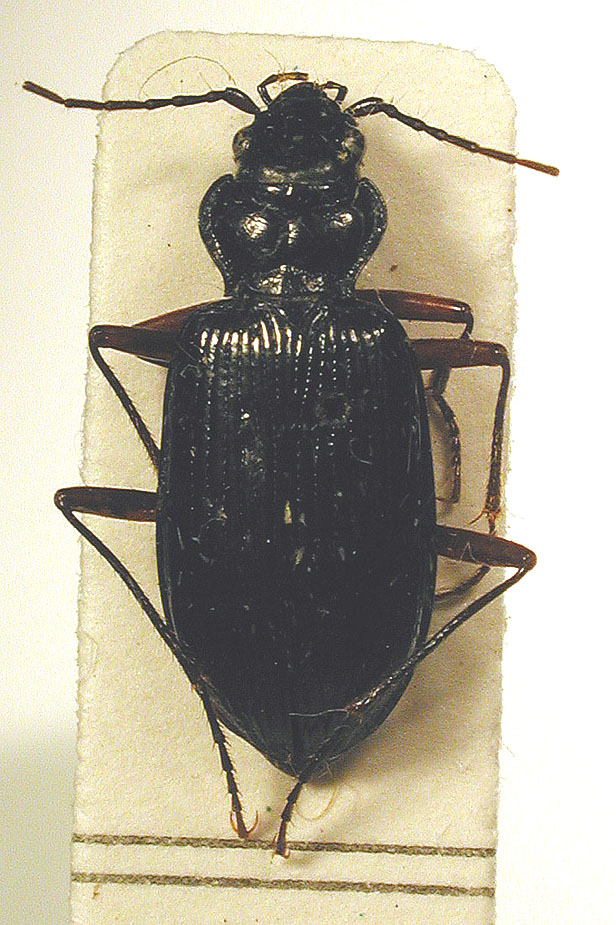